# 34769 Remilabeille
34769 Remilabeille este o planetă minoră (asteroid), cu un diametru de 2,223 km, din centura de asteroizi. A fost descoperită pe 24 august 2001 la Experimental Test Site⁠(d) de Lincoln Near-Earth Asteroid Research. 
Obiectul prezintă o orbită caracterizată de o semiaxă mare de 2,3746312 UAi, o excentricitate de 0,15, o înclinație de 2,74302 ° în raport cu ecliptica.